# BM Huesca
O Balonmano Huesca é um clube de handebol sediado em Huesca, Espanha. Atualmente compete na Liga ASOBAL.